# Ségur, Aveyron

Ségur este o comună în departamentul Aveyron din sudul Franței. În 1 ianuarie 2022 avea o populație de 540 de locuitori.